# 角泥阿地螺
角泥阿地螺（学名：Limulatys angustatus）为阿地螺科泥阿地螺属的动物。分布于日本，包括东海等海域，属于暖水性种类。其常生活于潮间带低潮线砂质底。